# Constantinești, Olt
Constantinești este un sat ce aparține orașului Scornicești din județul Olt, Muntenia, România. Satul este așezat de-a lungul văii râului Plapcea Mică. În capătul de nord al satului se afla fostul conac al boierului și astronomului Nicolae Coculescu.
 Acest articol despre o localitate din județul Olt este deocamdată un ciot. Puteți ajuta Wikipedia prin completarea lui.

Sat de o frumusețe rară cu păduri verzi de foioase, străbătut de râul Cungrea și cu celebrul copac,Tecul de la Ionicesti.